# Analgoidea

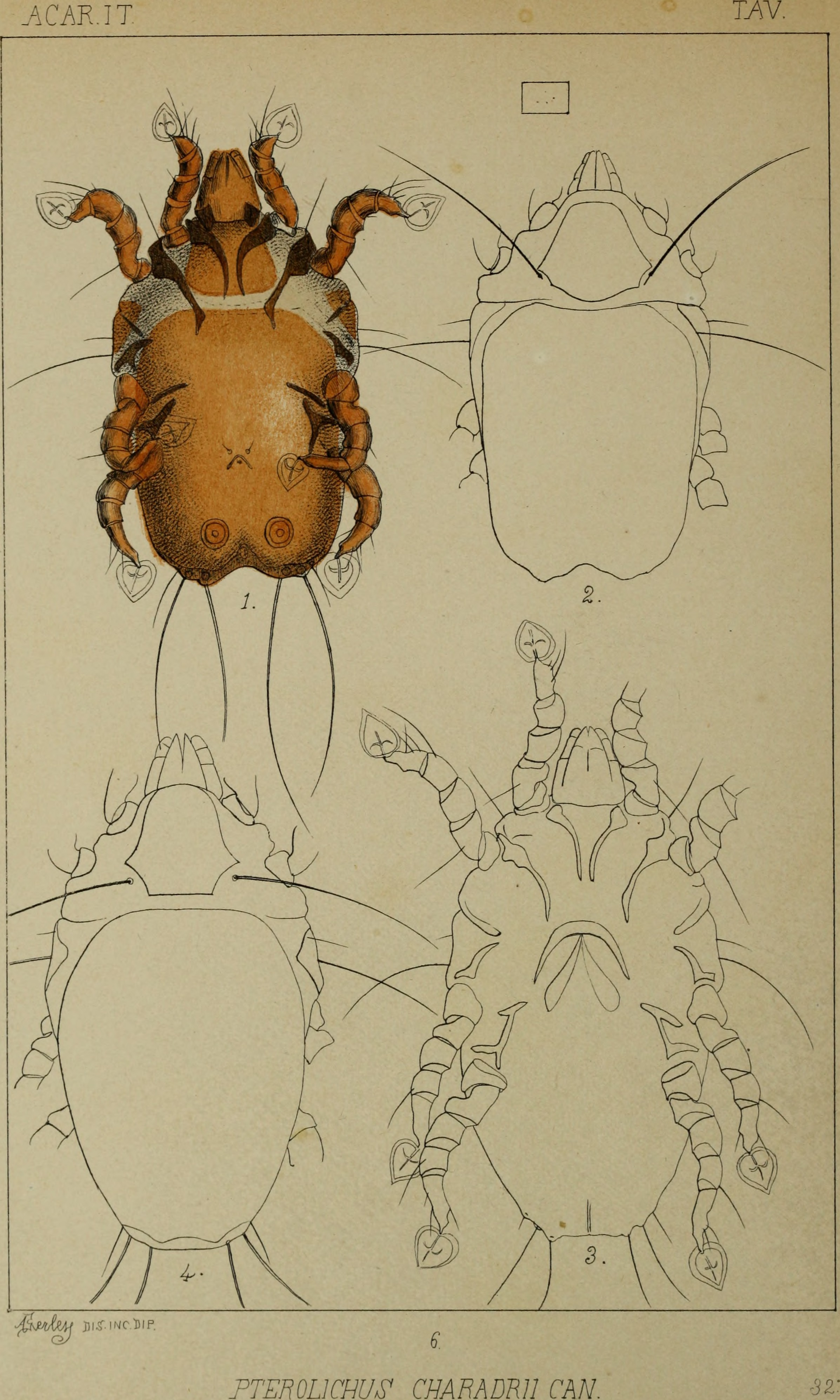
Bychovskiata charadrii, Avenzoariidae

Analgoidea (лат.) — надсемейство саркоптиформных клещей из гипотряда Astigmata. Эктопаразиты птиц и иногда млекопитающих. Это одна из нескольких групп (Analgoidea, Pterolichoidea, включая Freyanoidea и часть Pyroglyphoidea), которые образуют парафилетическую группу перьевых клещей, связанных с птицами.

## Описание
Все лапки лишены проральных волосков, лапка IV-й пары ног лишена волосков; колено I с 0—2 соленидиями; претарзус с когтевидным эмподием в центре амбулакрального диска или уплощен в виде центрального склерита; направляющая кондилофора обычно присутствует на стыке амбулакрального стебля и диска; претарзус часто втягивается. Парапроктальный хэтом с 0—3 парами волосков p и 0 волосков ad. Парафаги или паразиты птиц, редко нидикольные или синантропные (некоторые Pyroglyphidae).
Analgoidea имеет большинство общих диагностических признаков с Sarcoptoidea, обитающих на млекопитающих, и взаимоотношения между этими группами неясны. Виды Analgoidea демонстрируют гораздо более широкий спектр мест обитания на своих птичьих хозяевах, чем у видов Pterolichoidea. Они встречаются не только на перьях и в перьях, но и в перьевых фолликулах, верхних эпидермальных слоях, подкожной клетчатке и в дыхательных путях. Пять семейств Analgoidea включают виды, обычно обитающие на лопастях летных, хвостовых, кроющих и головных перьев. Они имеют общую морфологию, сходную с морфологией Pterolichoidea, имея уплощенные, хорошо склеротизированное тело, регрессивные волоски на центральной дорсальной части гистеросомы, расширенные амбулакральные диски с внутренней склеротизацией, а также сзади двулопастной опистосомой у большинства самцов.

Analgidae
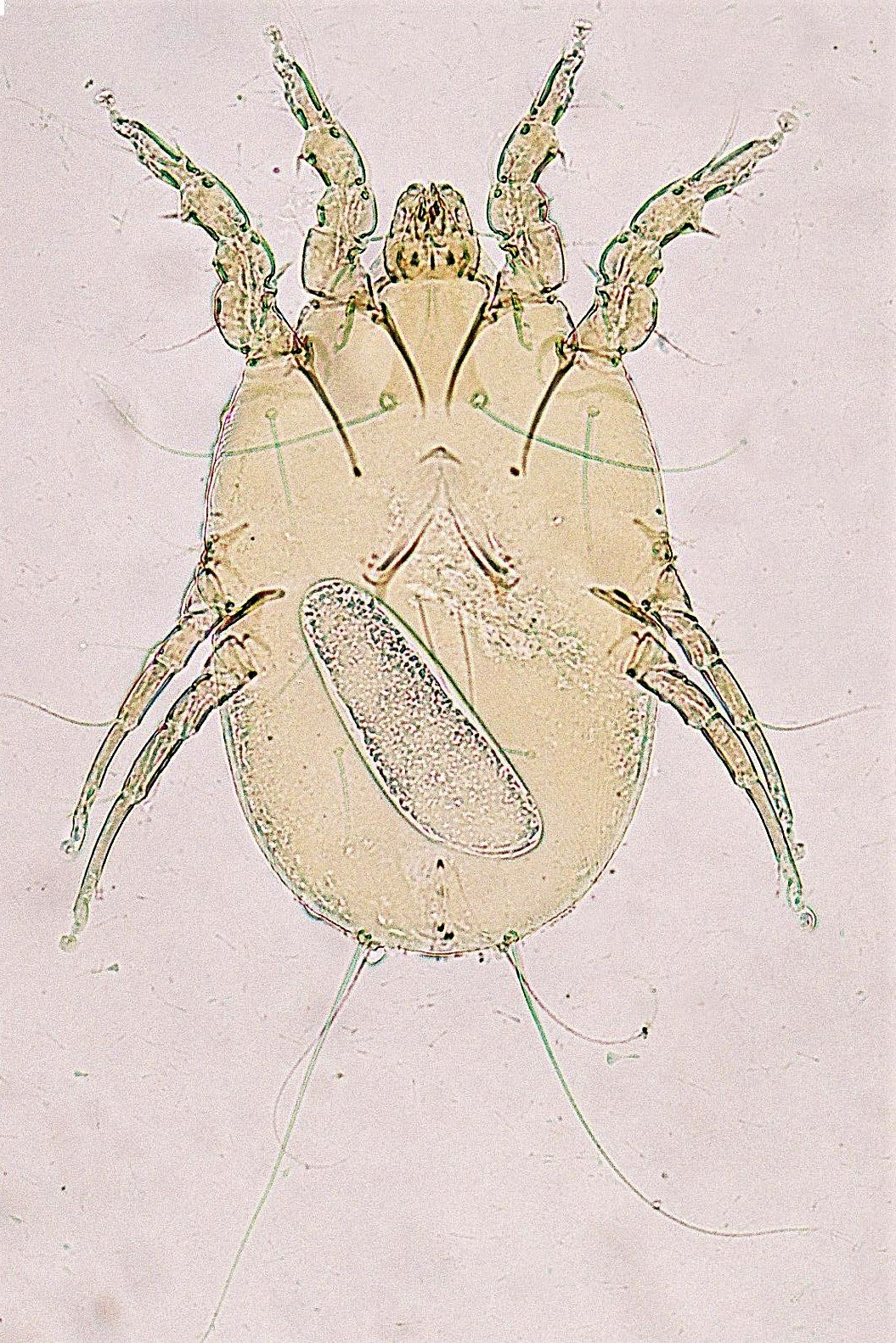
Megninia
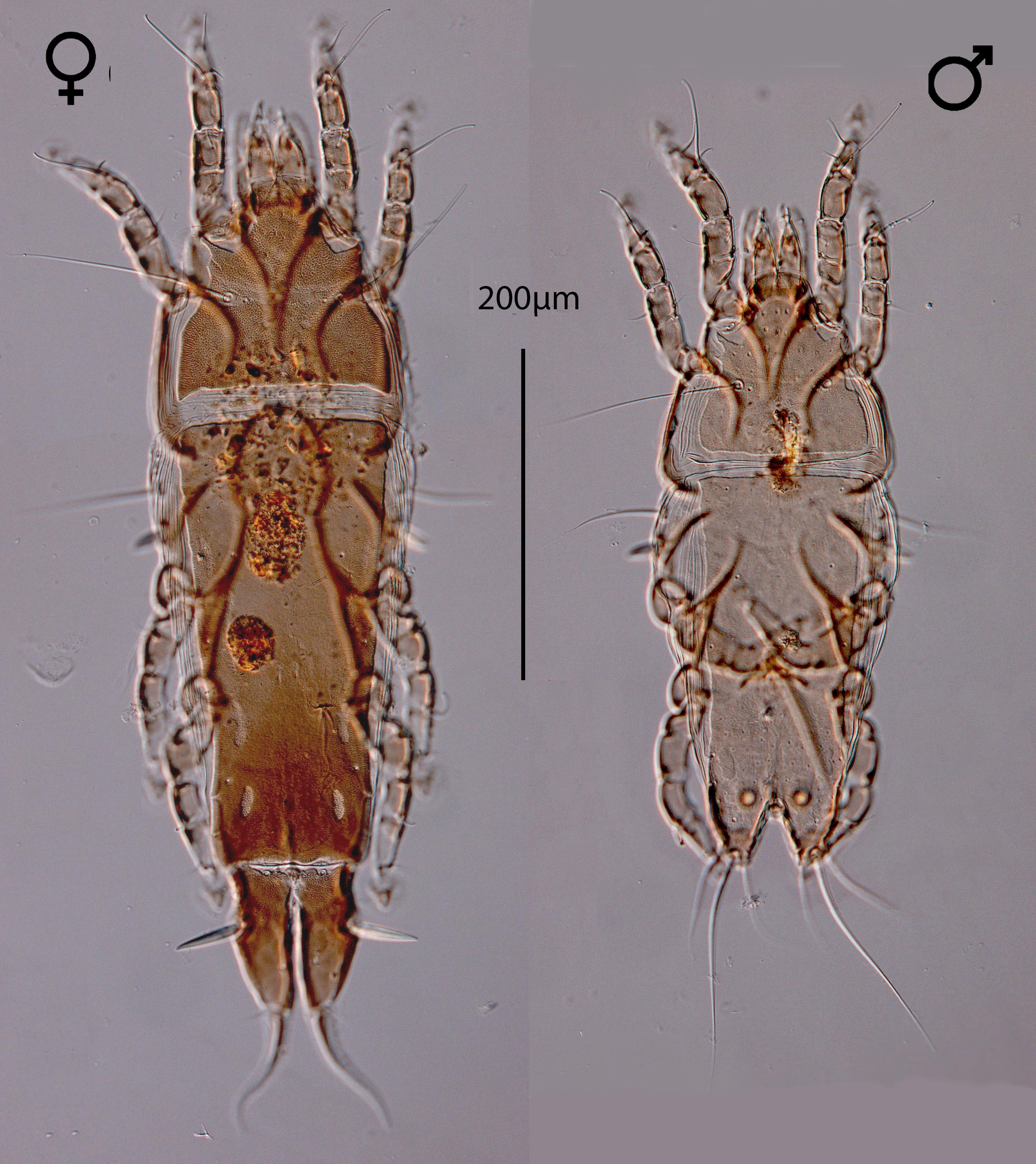
Amerodectes zonotrichiae самка и самец, Proctophyllodidae
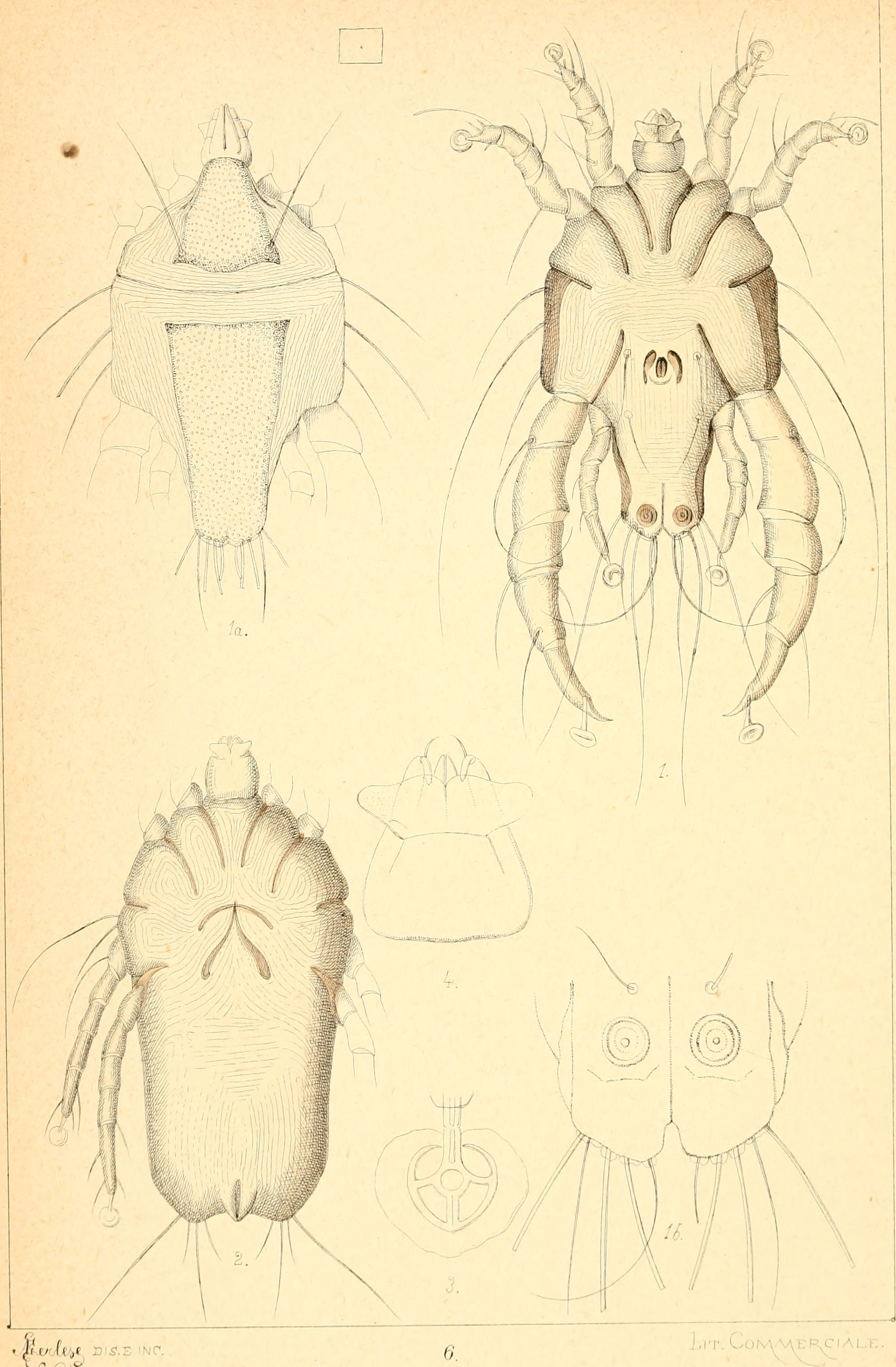
Pteronyssus, Pteronyssidae

## Классификация
В надсемейство включают 19 семейств. Семейства Pyroglyphidae и Turbinoptidae иногда выделяют в отдельное надсемейство Pyroglyphoidea:
- Семейство Alloptidae Gaud, 1957 (29 родов, 174 вида)
- Семейство Analgidae Trouessart & Mégnin, 1884 (35, 184)
- Семейство Apionacaridae Gaud & Atyeo, 1977 (4, 7)
- Семейство Avenzoariidae Oudemans, 1905 (18, 143)
- Семейство Cytoditidae Oudemans, 1908 (2, 12)
- Семейство Dermationidae Fain, 1965 (10, 47)
- Семейство Dermoglyphidae Mégnin & Trouessart, 1884 (5, 20)
- Семейство Epidermoptidae Trouessart, 1892 (18, 61) (включая Knemidokoptidae)
- Семейство Gaudoglyphidae Bruce & Johnston, 1976 (1, 1)
- Семейство Laminosioptidae Vitzthum, 1931 (8, 26)
- Семейство Proctophyllodidae Trouessart & Mégnin, 1884 (46, 463)
- Семейство Psoroptoididae Gaud, 1958 (13, 64)
- Семейство Pteronyssidae Oudemans, 1941 (24, 242)
- Семейство Ptyssalgidae Atyeo & Gaud, 1979 (1, 1)[7]
- Семейство Pyroglyphidae Cunliffe, 1958 (19, 56) (или в Pyroglyphoidea)
- Семейство Thysanocercidae Atyeo & Peterson, 1972 (1, 10)
- Семейство Trouessartiidae Gaud, 1957 (11, 167)
- Семейство Turbinoptidae Fain, 1957 (9, 38) (или в Pyroglyphoidea)
- Семейство Xolalgidae Dubinin, 1953 (27, 111)